# Reclaim the Streets

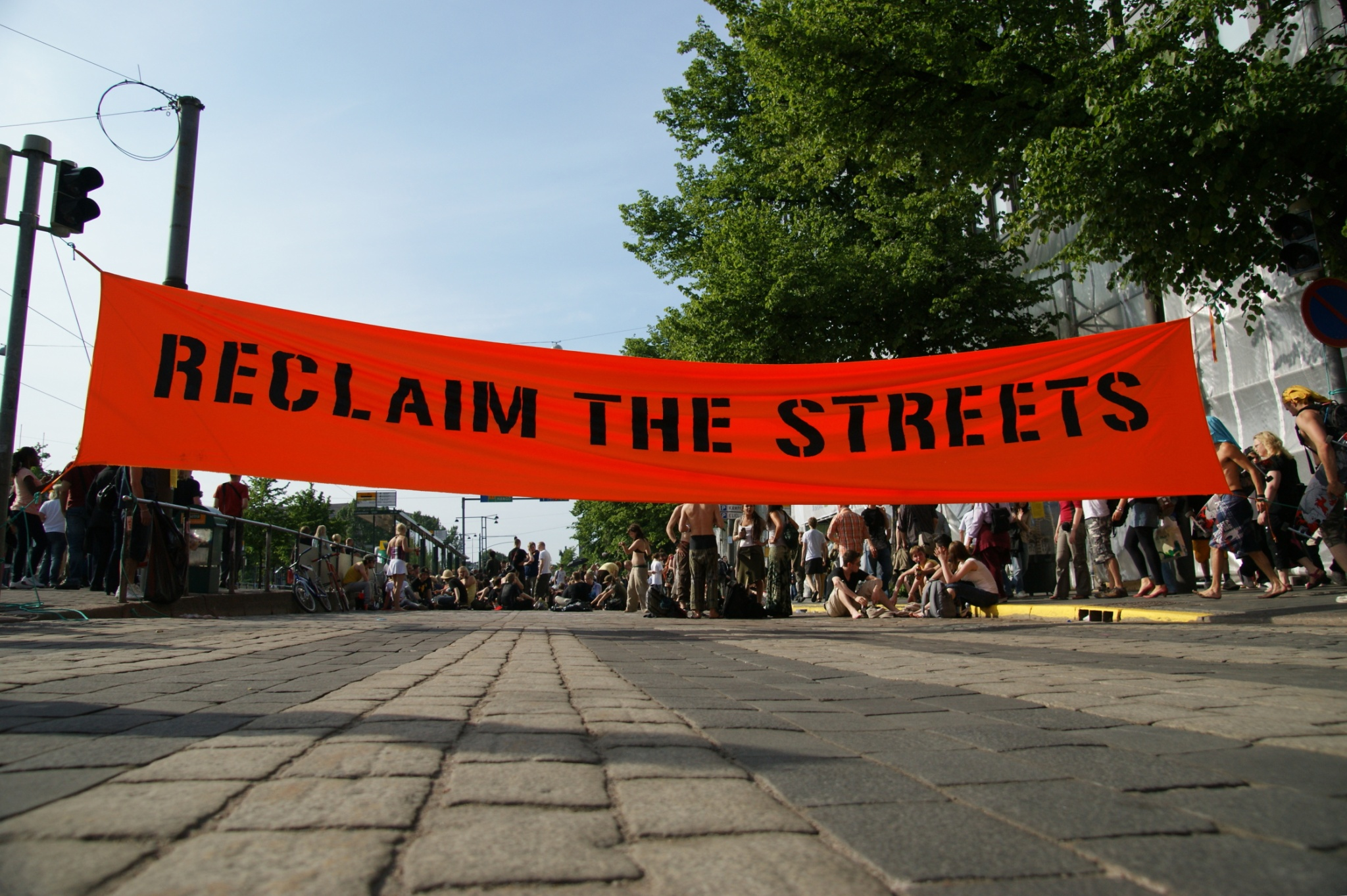
Banner Reclaim the Streets

Reclaim the Streets is een collectief met een gedeeld ideaal van gemeenschappelijk eigendom van openbare ruimten. Deelnemers karakteriseren het collectief als een verzetsbeweging die zich verzet tegen de dominantie van het bedrijfsleven in de globalisering en tegen de auto als dominante vervoerswijze.
Reclaim the Streets organiseert vaak geweldloze, directe evenementen die de straat terugvorderen zoals de 'invasie' van een grote weg, snelweg of autoweg om een feest te organiseren. Hoewel dit de reguliere gebruikers van deze ruimten, zoals automobilisten en buschauffeurs, kan hinderen, is de filosofie van Reclaim the Streets dat het het autoverkeer is, en niet de voetgangers, die de obstructie veroorzaken, en dat ze door de weg te bezetten in feite de openbare ruimte openstellen. De evenementen zijn meestal spectaculair en kleurrijk, met gratis eten en muziek en zandbakken waar kinderen in kunnen spelen. Het is een actievorm die het midden houdt tussen een demonstratie en een straatfeest. Bij een minderheid van de evenementen, waar de politie heeft geprobeerd het evenement met geweld te beëindigen, is er geweld tussen demonstranten en politie geweest.
Reclaim the Streets werd oorspronkelijk gevormd door Earth First!

## Enkele acties

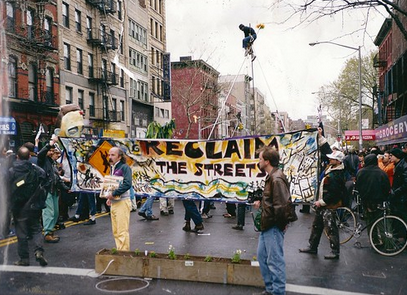
Reclaim the Streets, internationale campagne

- mei 1995, Londen
- juli 1995, Londen
- augustus 1995, Birmingham
- februari 1998, Sydney
- april 1998, Amsterdam
- april 1998, Bielefeld
- mei 1998, Berlijn, Utrecht
- mei 1999, Brussel
- november 2000, Den Haag
- oktober 2023, Amsterdam
- mei 2024, Utrecht
- september 2024, 's-Hertogenbosch
- oktober 2024, Amsterdam